# Лэйян
Лэйя́н (кит. упр. 耒阳, пиньинь Lěiyáng, буквально: «с "янской" стороны от реки Лэйшуй») — городской уезд городского округа Хэнъян провинции Хунань (КНР).

## История
Ещё в 221 году до н. э., когда китайские земли были впервые объединены в единую империю, здесь был создан уезд Лэйсянь (耒县). После распада империи Цинь и образования империи Хань власти уезда в 202 году до н. э. переехали на северный берег реки Лэйшуй, и поэтому уезд был переименован в Лэйян.
Во времена империи Суй в связи с тем, что в то время уездные власти размещались на восточном («иньском») берегу реки, уезд Лэйян был переименован в Лайинь (涞阴县). После смены империи Суй на империю Тан уезду в 621 году было возвращено прежнее название. После монгольского завоевания и образования империи Юань в связи с многочисленностью местного населения уезд был в 1282 году поднят в статусе до области, но после свержения власти монголов и установления империи Мин в связи с тем, что численность местного населения сильно уменьшилась, область была в 1370 году вновь понижена в статусе до уезда.
После образования КНР в 1949 году был создан Специальный район Хэнъян (衡阳专区), и уезд вошёл в его состав. В 1952 году Специальный район Хэнъян был расформирован, и его административные единицы перешли в состав новой структуры — Сяннаньского административного района (湘南行政区). В 1954 году Сяннаньский административный район был упразднён, и уезд перешёл в состав Специального района Чэньсянь (郴县专区).
В 1960 году Специальный район Чэньсянь был переименован в Специальный район Чэньчжоу (郴州专区).
В 1970 году Специальный район Чэньчжоу был переименован в Округ Чэньчжоу (郴州地区).
Постановлением Госсовета КНР от 8 февраля 1983 года был образован городской округ Хэнъян, и уезд Лэйян был передан в его состав.
Постановлением Госсовета КНР от 11 ноября 1986 года уезд Лэйян был преобразован в городской уезд.

## Административное деление
Городской уезд делится на 6 уличных комитетов, 19 посёлков и 5 волостей.